# Sous le ciel de Polynésie
Pour plus de détails, voir Fiche technique et Distribution.
Sous le ciel de Polynésie (Bahama Passage) est un film américain réalisé par Edward H. Griffith, sorti en 1941.

## Synopsis
Lorsque son père meurt dans un accident, Adrian Ainsworth est obligé de trouver un remplaçant à la tête de l'entreprise familiale de sel sur une île des Caraïbes, tandis que sa mère, mentalement instable, croit fermement que son mari a été assassiné par un de leurs ouvriers des Bahamas. Bientôt, un certain M. Delbridge et sa fille Carol arrivent sur l'île pour diriger l'entreprise mais Adrian n'est pas satisfait de cette solution et hésite à donner à M. Delbridge le contrôle total des affaires de l'entreprise. Le nouveau patron est rapidement impopulaire auprès du reste du personnel, y compris Morales, le bras droit d'Adrian, qui est frappé par Delbridge lorsque celui-ci ne lui remet pas les clés de la maison. 
La fille Carol, une mondaine jolie et coquette, montre de intérêt pour Adrian, ignorant qu'il est en fait marié. Lorsqu'elle l'apprend, ils deviennent amis et Adrian finit par savoir quel est la situation de l'entreprise par l'intermédiaire par son intermédiaire. Apparemment, l'entreprise familiale se dirige vers la faillite et plus tard, Adrian reçoit un message l'informant que sa femme Mary est malade, ce qui le pousse à la rejoindre à Spanish Harbour où elle vit seule. Accompagné de Carol, ils découvrent que Mary est avec un autre homme et qu'elle souhaite divorcer, fatiguée de vivre seule sur une île déserte.
Une nuit, M. Delbridge en a assez des habitants de l'île qui célèbrent une fête en chantant des chants indigènes et tire sur eux avec son fusil, ce qui effraie tellement Mme Ainsworth que son cœur s'arrête. Elle meurt avant qu'Adrian ne soit en mesure de revenir auprès de sa femme. À son retour à la maison, il apprend que M. Delbridge a tué un jeune insulaire avec son fusil. Les insulaires vengent leur fils mort en enlevant M. Delbridge, déterminé à le traduire en justice en l'amenant à la police. Lorsque Adrian et Carol se retrouvent seuls à la maison, ils finissent par tomber amoureux. Morales leur rend visite et leur apprend que M. Delbridge a réussi à fuir les insulaires en sautant par-dessus bord d'un bateau et qu'il est présumé noyé. Adrian veut emmener Carol loin de l'île et de tous les mauvais sentiments que semble inspirer l'endroit. Son ami, le capitaine Risingwell, lui dit que ce n'est pas l'endroit mais l'absence de véritable amour qui a détruit les gens qui y vivent.
Adrian change d'avis et ramène Carol avec lui sur l'île pour passer leur vie ensemble.

## Fiche technique
- Titre original : Bahama Passage
- Titre français : Sous le ciel de Polynésie
- Réalisation : Edward H. Griffith
- Scénario : Virginia Van Upp d'après le roman de Nelson Hayes
- Photographie : Allen M. Davey et Leo Tover
- Montage : Eda Warren
- Musique : David Buttolph
- Société de production : Paramount Pictures
- Pays d'origine : États-Unis
- Format : Couleurs - 1,37:1 - Mono
- Genre : romance
- Durée : 82 minutes
- Date de sortie : 1941

## Distribution
- Madeleine Carroll : Carol Delbridge
- Sterling Hayden (crédité Stirling Hayden): Adrian Ainsworth
- Flora Robson : Mme Ainsworth
- Leo G. Carroll : Delbridge
- Mary Anderson : Mary Ainsworth
- Cecil Kellaway : Captain Jack Risingwell
- Leigh Whipper : Morales
- Dorothy Dandridge : Thalia
- Jeni Le Gon : la femme de ménage de Mary (non crédité)